# Социјално-медицинске одлике алкохолизма
Социјално-медицинске одлике алкохолзма огледају се у томе што алкохолиза, као болест има и одлике класичне социјално-медицинске болести, за чији настанак велики значај имају и социјални фактори. У том смислу, осим медицинског, за разумевање алкохолизма неопходан је и свеобухватан, екосистемски приступ, који омогућује боље тумачење утицаја социјалног и породичног окружења у његовом настајању и трајању.
Алкохолизам је водећа социомедицинска болест са изузетно великим последицама по појединца, породицу и друштво у целини, што захтева превенцију злоупотребе алкохола и алкохолизама и предузимања низа активности у циљу побољшања ситуације у овој области на глобалном нивоу. У том смислу највећи број истраживања указује да се суштинске промене алкохоличарског животног стила постижу једино комбинованом применом психофармаколошких средстава са психотерапијским и социотерапијским интервенцијама.

## Опште поставке социјално-медицинских одлика алкохолизма
Злоупотреба алкохола и алкохолизам су заправо континуиран процеси чији се основе налазе у веома распрострањеном коришћењу алкохолних пића у општој популацији у већини земаља света, али и у бројним поремећеним интеракцијама међу појединим факторима у друштвеном систему.
Пијење алкохолних пића на глобалном нивоу је друштвено прихватљиво понашање, а актуелну ситуацију на овом пољу карактерише висока учесталост конзумирања алкохола, посебно међу млађим генерацијама.
Кроз историјска раздобља алкохолизам је прешао дуг пут од порока до болести и од моралистичког до социјално-медицинског приступа.
„Статус” болести алкохолизам је добио 1951. године, када су га први пут дефинисали експерти Светске здравствене организације (СЗО). У међувремену алкохолозам је претрпео знатне промене у различитим класификацијама:
- Једна од значајнијих класификација је Јелинекова класификација, (која се примењивала дуги низ година).
- Тренутно је актуелна Лешова класификација, која се заснива на искуствима из клиничке праксе.
- Америчка класификација DSM – IV је корисна у дефинисању неких ентитета (нпр свеобухватно дефинисана злоупотреба алкохола са наглашеном социјалном компонентом, за разлику од штетне употребе у МКБ 10, строго медицински дефинисаном).
- Најновија DSM – V класификација доноси и суштинске променеу схватању болести зависности, промовишући нов вид зависности – без супстанце.
- Административна медицина (па самим тими алкохологија) у многим земљама света (укључујући и Србију), данас се заснива се на Међународној класификацији болести, то јест на МКБ 10.

## Епидемиологија
Према проценама Светске здравствене организације (СЗО) на глобалном нивоу око две милијарде људи конзумира алкохолна пића, а око 76,3 милиона има дијагностиковану злоупотребу или зависност од алкохола.
Зависност од алкохола присутна је код значајног дела одрасле популације: око 3–5% у развијеним земљама, док ризично и штетно пијење погађа много већи проценат опште пунолетне популације и креће се од 15 до 40%.
Светска здравствена организација процењује да је 17,1 милион људи умрло од кардиоваскуларних болести у 2004. години, што представља 29% свих смртних случајева. Од ових смртних случајева, 7,2 милиона резултат коронарне болести срца а 5,7 милиона последица можданог удара. У 2004. години, од кардиоваскуларних болести боловало је скоро 10% особа мушког пола шриром света, код којих се болеста може приписати алкохолу.
Поред хроничних болести које се јављају код особа које конзумирају алкохол у већим количинама, алкохол је одговоран за трауматске повреде које могу да изазову смрт или инвалидност код особа свих узраста. Процењује се да је на годишњем нивоу око 23 милиона Европљана зависно од алкохола, и да је тај број људи одговорана за нематеријалну штету у висини од око 68 милијарди евра.
Алкохол је узрок око 1,8 милиона смрти (3,2% од укупног броја) и губитак 58,3 милиона (4% од укупног броја). За ове смртне случајеве одговорни су најчешће несрећни случајеви, као узрок једне трећине од наведених 1,8 милиона смртних случајева.
Неуропсихијатријски поремећаји везани за пијење алкохола одговорни су за настанак 40% од 58,3 милиона случајева алкохолизма.
У Европи тренутно жене чине 20–35% од свих конзумената алкохола, што је у односу на глобални ниво много већи проценат.
Посебан проблем у готово свим земљама у Европској унији (и шире) представља значајно повећање алкохолне интоксикације међу младим људима. Сваке године преко 55.000 младих Европљана умире због последица злоупотребе алкохола (један од четири смртна исхода у Европи код младих мушкараца од 15 до 29 година, повезан је с алкохолом.

### Епидемиолошка ситуација у Србији
У Србије је трећина (31,6%) одраслог становништва, према подацима Министарства здравља Србије из 2006. године, пила алкохол два до три пута у периоду од 30 дана. Педесет и више грама етанола конзумирало је 3,9% одраслог становништва Србије, што представља један од индикатора „тешког пијења”.
Свакодневно пијење алкохолних пића у Србији забележено је код 3,4% становништва, а просечна потрошња алкохолних пића по становнику износила је 71,4 милилитара. Највећи проценат људи који пију је био старости од 20 до 34 године.
У Србији се 2006. године 6,6% становништва налазило у групи са средњим ризиком за настанак дуготрајних болести, односно здравствених проблема насталих као последица употребе алкохола. У овој високоризичној групи за настанак дуготрајних болести и стања насталих као последица употребе алкохола у знатно већем проценту су били мушкарци (5,7%) него жене (0,4%).

### Епидемиолошка ситуација у Русији
Једна студија тврди да је прекомерна конзумација алкохола у Русији, нарочито код мушкарца последњих година проузроковала више од половине свих смртних случајева старосне доби од 15 до 54 године. Међутим, постоји и нејасноћа у овој студији, у којој се нпр. наводи заштитни ефекат тешког пијења у однсоу на смртност од карцинома дојке, која је значајно мања. Ово је у супротности са добро утврђеним научним ставом да алкохол повећава ризик од карцинома дојке. Имајући у виду ову и сличне контрадикторности у Руској литератури потребно је пажљиво тумачење статистику о морталитету у односу на кориштење алкохола узимајући у обзир и друге релевантне факторе ризика, и учесталост преживљавања.

### Епидемиолошка ситуација у САД
Извештај Центра за контролу и превенцију болести САД наводи да се од 2001. до 2005. године годишње јављало око 79.000 смртних случајева због превелике употребе алкохола. И да је заправо, прекомерна употреба алкохола трећи водећи узрок смртности у Сједињеним Америчким Државама годинама уназад ". Студија из 1993. године проценила је смртност у САД због злоупотребе алкохола на преко 100.000 смртних случајева.
Још један извештај Центра за контролу болести САД из 2001. године процењује да је средња и висока потрошња алкохола у Сједињеним Државама у 2001. години довела до 75.754 смртних случајева. Док је са друге стране смањена потрошња алкохола имала неке позитивне ефекте, тако да је значајно мање или 59.180 смртних случајева приписано алкохолу.

## Утицај алкохола на органске системе

### Кардиоваскуларни систем
На глобалном нивоу број узрока смрти изазван кардиоваскуларним болестима на годишње значајно је виши него из било ког другог узрока.
Процењено је да је 17,9 милиона људи умрло од кардиоваскуларних болести у 2016. години, што представља 31% свих светских смртних случајева. Од ових смртних случајева, 85% су због срчаног удара и можданог удара.
Преко три четвртине смрти од кардиоваскуларних болести јавља се у земљама са ниским и средњим приходима.
Од 17 милиона преурањених смртних случајева (испод 70 година старости) због незаразних болести у 2015. години, 82% умрло је у земљама са ниским а 37% са средњим приходима,
Већина кардиоваскуларних болести може се спречити превенцијом фактора ризика у целој популацији, као што су употреба дувана, нездрава исхране и гојазност, физичка неактивност и злоупотребе алкохола.
Особе са кардиоваскуларним болестима или оне које имају висок кардиоваскуларни ризик (због присуства једног или више фактора ризика као што су хипертензија, дијабетес, хиперлипидемија или већ утврђена болест) требају избегавати злоупотребу алкохола.